# 丁海燕
丁海燕，中华人民共和国政治人物、全国脱贫攻坚先进个人。

## 生平
2015年3月，丁海燕担任吴忠市水务局工会主席，受组织委派，担任同心县预旺镇贺家塬村驻村第一书记。当时贺家塬村是同心县预旺镇最贫困的村，进出村庄缺路，种田养殖缺水，生存条件恶劣，全村户籍在册人口227户862人，常住人口只剩下47户178人，建档立卡贫困户44户165人，几乎全是老年人。丁海燕规划了两项方针，提高村民家庭收入并为每家每户制定脱贫计划，此外拓宽村里道路基础建设。2017年，贺家塬村已经脱贫出列。2018年，她荣获宁夏回族自治区“巾帼建功标兵”称号。
因在脱贫攻坚战中作出突出贡献，2021年2月25日全国脱贫攻坚总结表彰大会上，丁海燕被授予“全国脱贫攻坚先进个人”。